# Lamprologini
Lamprologini es una tribu de cíclidos africanos de la subfamilia Pseudocrenilabrinae. Son peces de agua dulce y están divididos en 7 géneros.

## Géneros
- Altolamprologus
- Chalinochromis
- Julidochromis
- Lamprologus
- Lepidiolamprologus
- Neolamprologus
- Telmatochromis